# Lenguas wati
Las lenguas wati son el grupo principal de lenguas pama-ñunganas de Australia central. Incluyen tanto al wanman y al continuo geolectal del Desierto Occidental, que a veces se considera como cerca de una docena de lenguas diferentes, aunque cercanamente emparentadas.
Bowern (2011) añade al grupo el ngardi, que previamente había sido clasificada en el grupo ngumpin-yapa.
Las lenguas wati generalmente se considera parte del pama-ñung suroccidental por aquellos que consideran que dicho grupo es posiblemente un grupo filogenético. Sin embargo, el pama-ñung suroccidnetal muy probablemente es sólo un grupo geográfico con cierta convergencia lingüística.

## Comparación léxica
Los numerales en las diversas lenguas wati son:
| GLOSA | Desierto Occidental | Desierto Occidental | Desierto Occidental | Desierto Occidental | Desierto Occidental | Wanman    | PROTO- WATI            |
| GLOSA | Martu Wangka        | Ngaan- yatjarra     | Pintiini            | Pintupi- Luritja    | Pitjan- tjatjara    | Wanman    | PROTO- WATI            |
| ----- | ------------------- | ------------------- | ------------------- | ------------------- | ------------------- | --------- | ---------------------- |
| '1'   | kuju                | kucu kutju          | kutju               | kucu Kutju          | kucu Kutju          | kumpinyu  | *kucu *kutju           |
| '2'   | kujarra             | kucaɾ kutjarra      | kutjarra            | kujarra             | kucaɾa kutjar̠a      | kujarra   | *kucaɾa *kutjarra      |
| '3'   | jurri               | maŋkuɾpa mankurrpa  | mankurrpa           | maɳkuɾpa mankurrpa  | maɳkurpa man̪kurrpa  | 2 + 1     | *maɳkurpa *marnkurrpa  |
| '4'   | puu                 | 2 + 2               | piɳi pirni          | cuʈa tjut̠a          |                     | 2 + 2     | *piɻni *pirni 'muchos' |
| '5'   | payippa             | maɻa mara           | piɳi pirni          | cuʈa tjut̠a          |                     | 2 + 2 + 1 | *piɻni *pirni 'muchos' |
| '6'   | jikaji              | piɻni pirni         | piɳi pirni          | cuʈa tjut̠a          |                     |           | *piɻni *pirni 'muchos' |
| '7'   | japanpa             | piɻni pirni         | piɳi pirni          | cuʈa tjut̠a          |                     |           | *piɻni *pirni 'muchos' |